# Средневековая Швеция
Средневековая Швеция — история Швеции в Средние века.

## Раннее средневековье
Объединение северных родов и племён, образование сначала мелких отдельных княжеств или конунгств, а затем более крупных, на территории Швеции происходило, прежде всего, вдоль главных водных путей. Вода соединяла, между тем как горы и леса разъединяли. Таким образом, господство датчан с древнейших времен стало сосредоточиваться около Зунда и Бельтов, а шведов — около озер Меларна, Веннерна и Веттерна, между тем как разъединенные горные области Норвегии объединились уже гораздо позднее. Согласно древнейшим источникам, в VI в. определились два главных племени: готы на юге (Готаланд) и свеи на севере (Свеаланд). Среди последних, если верить английским источникам, возвысился род Скильфингар, который и распространил свою власть до самого Готаланда. Согласно древним шведским источникам, владения и готов, и свеев распадались на мелкие княжества или конунгства, соответствовавшие нынешним «ландскапам» (областям), но в Упсале находился «двор богов», куда сходились для жертвоприношений и советов все конунги и племена. Мало-помалу этот «двор богов» приобретал всё больше и больше богатств, земель, пока, наконец, конунг упсальский Ингьяльд, последний из мужского колена славного рода Инглингов, почувствовал себя в силах померяться с остальными мелкими конунгами. Подчиняя себе путём силы и хитрости их владения, Ингьяльд, собственно, и положил основание объединению шведского государства, что относится историками приблизительно к 700 г.

### Эпоха викингов
Границы Швеции того времени значительно разнились от современных, так как южная часть Сконии и Галланд еще принадлежали тогда Дании, а северные провинции не были еще объединены. Господство древнего упсальского княжеского рода не прерывалось в Швеции до 1060 г., совпадая со знаменательной для всей Европы «эпохой викингов» (800—1060). Из этого рода происходили и величайший конунг того времени Эрик Сегерсэлль, во время правления которого Швеция достигла положения могущественнейшего государства Севера, подчинив себе и Данию, — и первый принявший христианство конунг Швеции Олоф (1008).
Эпоха викингов явилась периодом величайшего развития и напряжения духовных и физических сил скандинавского племени, вызвавшим затем известное истощение сил народа и уменьшение его численности. Роковое влияние на древнесеверную культуру имело также столкновение язычества с христианством, распространявшимся после Карла Великого с непреодолимой силой по северу Европы. Св. Ансгарий, «апостол Севера», еще в 830 г. сделал попытку насадить в Швеции христианство, но древние асы лишь медленно уступали место новому Богу; в течение 2—3-х веков умирала древняя религия или, вернее, вырождалась в поэзию, необычайно величавую и сурово-прекрасную, самый пышный расцвет которой относится именно к сумеркам язычества. Лишь в конце XI века язычеству нанесен был решительный удар сожжением древнего упсальского «двора богов» (при конунге Инге Старом).

## Развитое средневековье

### Утверждение христианства
Переходный период от падения языческих богов к эпохе окончательного торжества христианства на Севере (1060—1250) отмечен серьёзными и продолжительными внутренними раздорами, вызываемыми с одной стороны борьбой двух религий, старой и новой, с другой — борьбой наиболее сильных княжеских родов из-за верховного господства в стране. Во время этих раздоров мало-помалу и установилось в Швеции выборное начало, передававшее верховную власть в Швеции конунгам из трёх могущественных родов, носивших имена родоначальников-конунгов: Стенкиля (1060—1125), Сверкера и Эрика (1130—1250). Решительное торжество христианства (католичества) в Швеции относится собственно ка 1248 г., когда была окончательно утверждена (на соборе в Скенинге) церковная иерархия и принято безбрачие духовенства. Швеция таким образом последняя из западноевропейских государств подчинилась могуществу римской церкви, — в то время когда власть пап переживала уже самую блестящую свою эпоху. Римско-католическое духовенство никогда, впрочем, не имело в Швеции такой силы, как в других странах; тем не менее оно успело искоренить немало дурных языческих обычаев и много содействовало смягчению нравов и распространению культуры. Постепенно, с изменением верований, взглядов и нравов народных, происходили глубокие перемены и в социальном строе. Из древней крестьянской аристократии возникло владевшее землями дворянское сословие, забиравшее все больше и больше власть над простыми крестьянами, составлявшими издревле ядро народа и решавшими дела на тингах. Больше всех выдвинулся даровитый, но беспокойный род (из вестготов) Фолькунгов, который скоро и забрал власть в стране (1250), назначая и сменяя королей. Скудость источников не позволяет историкам нарисовать детальной картины этого смутного времени, заставляя их ограничиваться общими чертами, отмечать лишь главные моменты: смену язычества — христианством, раздробленной власти мелких конунгов — единой королевской властью, древнегерманского демократического социального строя — новым, с аристократией, земельной и духовной, и с ослаблением политического значения самого народа. К наиболее замечательным личностям этого времени история причисляет Эрика Святого, одного из выборных королей Швеции, предпринимавшего крестовый поход в языческую Финляндию (1160), и миссионеров: немцев Зигфрида и Стефана, англичанина Эскильда и шведа Ботвида. К выдающимся событиям надо отнести битву под Леной в восточном Готаланде (1208), когда шведы уничтожили датское войско, призванное на помощь одним из конунгов-претендентов на верховную власть в Швеции Событие это увековечено народной памятью в преданиях и песнях. То обстоятельство, что время это явилось временем известного расцвета народной поэзии, — большая часть шведских народных песен сложилась в эту эпоху, — говорит о том, что духовные силы народа не оскудели с ослаблением его значения, как государственного элемента.

### Эпоха Фолькунгов
В эпоху господства рода Фолькунгов (1250—1389), самым выдающимся представителем которого явился ярл Биргер, правивший Швецией в качестве опекуна своего сына Вальдемара (1250—1275), первого короля из рода Фолькунгов, и положивший начало завоеванию Финляндии, Швеция стала входить все в более и более близкие сношения с Европой, применяясь к новым условиям и преобразовываясь по образцу других государств. Произошло окончательное разделение сословий; католическая церковь образовала настоящее государство в государстве, а дворянство присвоило себе решающую власть в стране, распоряжаясь и народом, и зачастую даже самим королём. Торговля и внутренняя, и внешняя, сильно развилась; возникли новые города; народонаселение увеличилось как путём естественного прироста, так и путём переселения чужеземцев, преимущественно немцев из ганзейских городов, которые и положили начало развитию горного дела в Швеции. Общий культурный прогресс сказался и в области законодательства; было улучшено положение женщины, упразднено рабство, древние областные законы сведены (1347) в одно целое, и этот свод в конце XIV века был принят по всей Швеции, чем был сделан крупный шаг к объединению провинции в одно государственное целое. Выдающееся положение дворянства еще укрепилось привилегиями, дарованными преемником Вальдемара, королём Магнусом Ладулосом (1275—1290), освобождавшим от налогов тех, кто нес военную службу на коне, и раздававшим лены в награду за государственную службу. Лены, впрочем, не стали наследственным достоянием, вследствие чего Швеция избавилась от зол феодализма. Магнусу наследовал сын его Биргер, за малолетством которого правил Торкель Кнутссон, значительно увеличивший владения Швеции в Финляндии, завоевание и крещение которой завершил сам Биргер. Последний, поддавшись наущениям своих братьев, обезглавил своего бывшего опекуна и регента, после чего ему самому пришлось вступить в ожесточенную борьбу с братьями, кончившуюся смертью для них и изгнанием для него. В короли был избран его 3-летний племянник Магнус Эрикссон (1319), который в 1332 г. отвоевал у Дании Сконию, Блекинге и Галланд; но за отсутствием хорошего сухопутного сообщения, провинции эти скоро вновь отошли к Дании, с которой были связаны оживленными сношениями через Зунд. Властвуя над обоими берегами Зунда, Дания могла по своему усмотрению содействовать или препятствовать морской торговле Швеции, вследствие чего между Швецией и Данией в течение столетий и шла непрерывная борьба из-за господства над Балтийским морем. Ради обеспечения себе сношений с Европой Швеции приходилось дружить с Ганзой и голштинскими графами; вступление шведских королей в родство с царствующими домами Голштинии, Дании и Норвегии служило той же цели; она же обуславливала завоевательные попытки Швеции по отношению к России, которые были, однако, отражены Новгородом. В 1363 году Магнус Эрикссон был свергнут с престола дворянством, усилению власти которого, кроме упомянутых причин, немало способствовали злосчастные «братские распри» (как, например, между королём Биргером и его братьями), вызывавшиеся древнегерманским обычаем раздачи ленов младшим сыновьям короля. На место низвергнутого короля дворяне избрали Альбрехта Мекленбургского (1363—1389), чтобы править от его имени по собственному усмотрению. Время правления Альбрехта совпадает с периодом наибольшего упадка в Швеции королевской власти и наибольшего могущества дворянства, от чего было мало пользы стране. В конце концов шведские вельможи свергли и Альбрехта. В это время последней представительницей древних королевских родов всех трех северных стран, угасших в мужских поколениях почти одновременно, являлась датская королева Маргарита, которой и удалось привлечь на свою сторону шведских вельмож, а затем и объединить под своей властью все три северные государства.

## Позднее средневековье

### Кальмарская уния
С этого объединения начинается последняя эпоха средневековой истории Швеции, так называемая эпоха Кальмарской унии (1389—1523). Кроме упомянутых уже выдающихся представителей эпохи Фолькунгов — Ярла Биргера, Магнуса Ладулоса и Торкеля Кнутсона, людей высоко даровитых и замечательных редкими для того времени заботами о благосостоянии простого народа, оставила след в истории св. Биргитта, первая со времен викингов, жизнь и деятельность которой имели международное значение. Хотя все три объединенные под скипетром королевы Маргариты нации находились в близком кровном родстве, говорили почти одним языком, имели почти одни и те же нравы, обычаи и законы, тем не менее развитие каждой из них, как государства, шло своим путём: Дания двигалась на юг, Норвегия на запад, Швеции и на юг, и на запад, но преимущественно на восток. Действительному объединению препятствовали также большие расстояния и несовершенство путей сообщения. Увлекаемые естественными условиями и ходом истории в разные стороны, три северные государства сравнительно скоро и разошлись опять, с еще увеличившимся за время номинального объединения чувством розни. Уже ближайший преемник Маргариты, Эрик Померанский (1412—1439), своими феодальными стремлениями и потворством датским наместникам довел шведский народ до восстания (1434—1436), под предводительством рудокопа Энгельбректа. Это восстание знаменует поворот в истории Швеции. С этого времени надо считать зарождение шведского национального самосознания. Рознь отдельных провинций, внутренние распри мало-помалу исчезают; выступает единый нераздельный шведский народ, поведший с датскими властителями непрерывную борьбу, отстаивая то на поле битвы, то на бесчисленных дипломатических съездах свою национальную государственность. Основное положение Кальмарской унии, согласно которому король должен был избираться тремя народами сообща, по большой части попиралось датчанами, которые самостоятельно избирали угодного им короля и затем всеми правдами и неправдами проводили его избрание в Норвегии и Швеции. В Швеции, в противовес данофильской партии, образовалась национальная, желавшая иметь по крайней мере шведа-регента. Во главе последней партии стояли, большей частью, члены двух линий рода Стуре, опиравшиеся главным образом на шведских крестьян. Участие в политической борьбе развивало народный дух, содействовало развитию общей культуры и гражданственности, возвращало крестьянскому сословию отнятое у него дворянами значение. Крестьянам то и дело приходилось вооруженной рукой защищать свободу страны и свою собственную, и крестьянское сословие приобретало, таким образом, все больше и больше влияния на ход государственных дел. Опираясь на ядро шведского народа, представители рода Стуре являлись своего рода некоронованными королями Швеции и были в состоянии тягаться с датскими королями, несмотря на то, что сторону последних нередко держала значительная часть шведского дворянства и высшего духовенства. В 1436 г., после убиения Энгельбректа, шведы избрали своим регентом Карла Кнутссона, который и правил с почти королевским полновластием до 1441 г., когда шведы должны были признать своим королём Кристофера Баварского, короля Дании. В его царствование была предпринята реформа законов, касавшихся управления сельской территорией государства (1442). После смерти Кристофера шведы избрали королём Карла Кнутссона, но против этого восстала стоявшая за унию часть дворянства и духовенства, особенно могущественный архиепископ Йёнс Бенгтсон (Оксеншерна). В 1457 г. Карл Кнутссон, проиграв решительную битву, бежал в Данциг, и датский король Кристиан I был признан королём Швеции. В 1465 г. шведы вновь восстали, и власть снова перешла к Карлу Кнутссону, сначала временно (на один год), а затем (с 1467) и окончательно. После его смерти (спустя три года) избран был регентом намеченный им самим кандидат, племянник его Стен Стуре Старший (1470—1504), который должен был, впрочем, временно признать над собой власть короля датского Иоганна (1497—1500). После Стена Стуре Старшего регентом был Сванте Нильсон (1504—1512), а затем сын его Стен Стуре Младший (1512—1520), последний правитель Швеции из рода Стуре. Стен Стуре Младший пал в сражении с Кристианом II Датским, и последнему удалось еще раз присоединить Швецию к Дании. Стремясь упрочить свою власть над Швецией, Кристиан II прибег к таким жестоким мерам (Стокгольмская резня 8—10 ноября 1520), что поднял против себя всех шведов поголовно. На этот раз во главе освободительного движения встал даровитый Густав Ваза, производивший свой род от древних шведских королей. В 1523 г. он был провозглашен королём Швеции. Кальмарская уния была разорвана навсегда. Описанная эпоха истории, без сомнения, принадлежит к наиболее романтическим. Период возвышения крестьянского сословия (1434—1523) и освободительная борьба шведского народа не уступает по общечеловеческому интересу почти современной ей борьбе за свободу швейцарского народа, хотя и далеко не так общеизвестна. Когда в остальной Европе рыцарство уже находилось в упадке, в Швеции оно как раз достигло расцвета и величие его еще усугублялось тем, что рыцарь в Швеции шёл рука об руку с крестьянином, рядом с ним боролся за общее дело — свободу родины. К наиболее выдающимся и благородным личностям этой эпохи принадлежат Стен Стуре Младший и его жена Христина Гюлленшерна, мужество и душевное величие которой ставит её в ряд с величайшими женщинами, каких знает история. Та же эпоха дала Швеции такие образцы государственных людей и полководцев, как Энгельбрект, один из самых светлых образов в истории, и Стен Стуре Старший, почти 30-летнее правление которого отмечено огромным прогрессом духовного развития народа. В его правление, между прочим, основан (в Упсале, в 1477) первый университет в Швеции и на всем севере. Из событий этой эпохи наиболее запечатлелись в памяти народной убиение (1436) Энгельбректа изменником Монсом Бенгтсоном и битва под Брункебьергом (1471), в которой шведы, под предводительством Стена Стуре Старшего, разбили наголову датчан и обеспечили стране почти четырехлетний мир — чего не бывало за все время унии. В увлечении победы шведы стряхнули с себя и некоторую долю давнишней зависимости от Ганзы — упразднили долго действовавшее постановление, в силу которого немецким гостям предоставлялась половина мест в городских магистратах. Одна возможность этих условий лучше всего доказывает экономическую зависимость тогдашней Швеции от немцев. Только в правление Густава Вазы Швецией и в этой области, как во многих других, приобрела полную самостоятельность.

### Династия Вазы
династия Вазы принадлежит к наиболее даровитым и прославленным во всемирной истории. Основатель династии, Густав Ваза (1523—1560), вновь объединил и укрепил распавшийся было и наполовину уничтоженный шведский народ, освободил его и от политической зависимости (от Дании), и от экономической (от Ганзы), и от церковной (от папства), введя реформацию. Следы военного положения, длившегося для Швеции около ста лет, были почти стерты мирной и мудрой политикой Густава, благодаря которой Швеция впервые заняла место полноправного члена в семье европейских государств. Сама личность короля внушала к нему неподдельное уважение и любовь; несмотря на горячий нрав и чересчур патриархальный образ правления, «старый король Гёста» живет в памяти народной, как идеал шведского короля не затемненный и более известными во всемирной истории Густавом II Адольфом и Карлом XII. Сделав королевскую власть наследственной в своем роде и дав Швеции прочную династию, Густав Ваза, однако, не избежал обычной в те времена ошибки, признав право младших братьев короля на участие в отцовском наследии, что повело за собой раздробление государства и новые кровавые распри между его потомками. Наследовавший отцовскую корону старший сын Густава I, Эрик, недолго усидел на троне (1560—1568), низвергнутый братьями. Неспокойно было и царствование следующего брата Иоанна III (1568—1592), в правление которого начало было опять поднимать голову католичество. Сын и наследник Иоанна, Сигизмунд, избранный еще при жизни отца (1587) королём польским, был ярый католик, и все симпатии шведов скоро перешли на сторону его соперника, младшего сына Густава, которому и суждено было вновь собрать государство и упрочить королевскую власть. В 1599 г. он низверг Сигизмунда и сделался сначала регентом, а затем и королём, под именем Карла IX. В нём Швеция опять обрела перворазрядного правителя, напоминавшего лучших из рода Стуре и, подобно им, друга простого народа. Еще в качестве регента Карл IX способствовал окончательной победе реформации (церковный собор в Упсале в 1593). В царствование сына Карла IX, Густава II Адольфа, явившегося новатором и реформатором во многих областях, был положен конец дроблению государства между наследниками короля и ослаблявшим Швецию междоусобицам. Уже с начала второй половины XVI в. Швеция вновь стала на путь завоеваний по ту сторону Балтийского моря. Внешней причиной послужило распадение Ливонского ордена, из-за наследия которого и завязалась борьба между соседними государствами. "Целью борьбы было все то же историческое стремление к господству над Балтийским морем. Борьба эта сначала привела Швецию к вершине могущества, а затем до края гибели. Для Швеции в те времена обладание Балтийским морем было жизненным вопросом, вследствие отсутствия хороших сухопутных сообщений; путь из Стокгольма в Ригу по морю был несравненно доступнее и удобнее, нежели, например, путь из Смоланда в западный Готаланд. Естественно, что центр Швеции больше тяготел к забалтийским владениям, нежели к отдаленным владениям на Скандинавском полуострове, и что Швеция ради закрепления за собой Эстляндии (1561) отказалась в пользу Дании от Готланда (1570) и от притязаний на Сконию, Галланд и Блекинге. Шведский народ в эту эпоху жил, в сравнении с эпохой унии, более скромной духовной жизнью, уже не выдвигая из своей среды стольких замечательных личностей и прогрессируя, главным образом, в экономической области и на политическом поприще. Реформация, явившаяся самым великим делом данной эпохи, принесла свои плоды лишь в следующем веке. Из поборников реформации наиболее выдающимся был Олус Петри, за которым большие заслуги как в этой области, так и в области литературы. К деятелям этой эпохи относятся еще два величайших морских героя Швеции — Яков Багге и Клас Горн.
Для сохранения общей связи шведские историки обыкновенно считают начало эпохи политического величия Швеции от вступления на престол Густава II Адольфа (1611), хотя собственно она начинается с участия Густава Адольфа в Тридцатилетней войне (1630).